# Maya-blauw

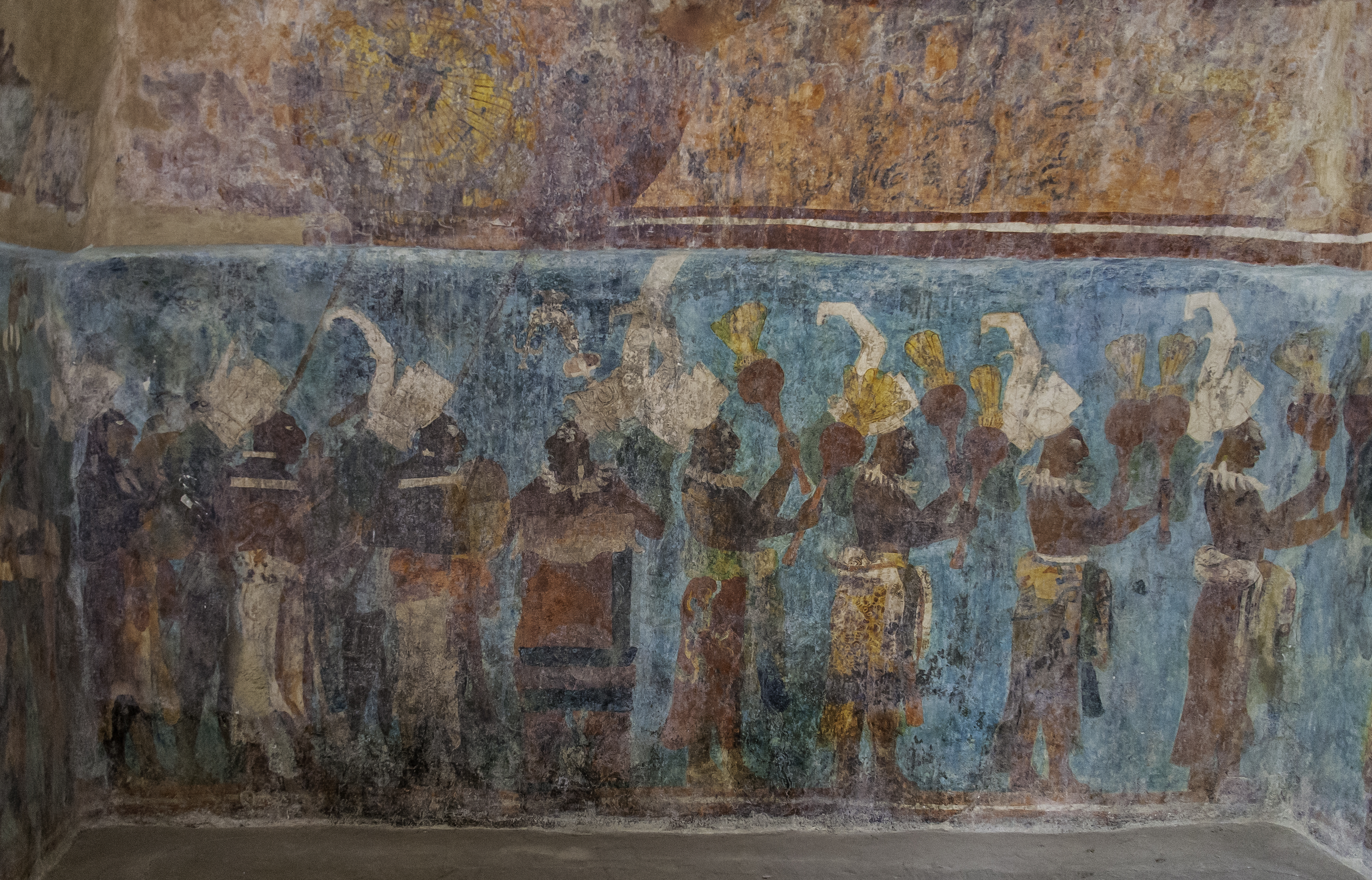
Fresco met mayablauwe achtergrond.

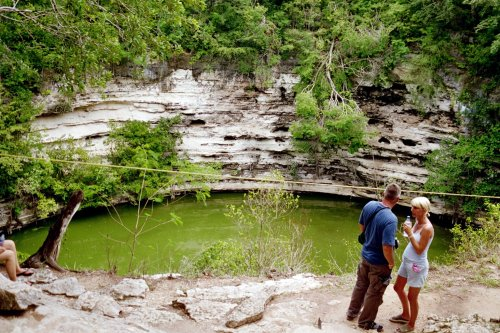
De Heilige Cenote in Chichén Itzá, Yucatán

Maya-blauw is een synthetische kleurstof die buitengewoon goed bestand is tegen vocht en hitte. Het pigment werd in 1843 op Meso-Amerikaanse fresco's, of althans muurschilderingen, ontdekt en in 1931 als een synthetisch pigment herkend.
Het pigment werd tussen 300 en 1500 gebruikt voor siervoorwerpen, muurschilderingen en kleding. Men versierde ook mensenoffers met deze kleur, die aan de regengod Chaac werden gebracht. Blauw was de kleur die symbool stond voor de helende werking van water. Het gebruik van deze blauwe kleur betrok Chaac bij de offerplechtigheden. In een cenote, de Heilige Cenote, een rond gat in de aarde, in feite een karstverschijnsel, dat vol water staat, bevindt zich een vijf meter dikke laag maya-blauw slib. De afzetting is het resultaat van het offeren van miljoenen blauwgeverfde houten voorwerpen en tal van met blauwe verf bestreken mensenoffers.
Het pigment werd niet alleen door de Maya's gebruikt; wel zijn van hun cultuur de meest talrijke toepassingen bekend. Het werd ook door de Tolteken, Mixteken en Azteken toegepast. Uit de taal van dat laatste volk, het Nahuatl, zijn termen bekend voor Indigofera suffrictiosa, de aannemelijke bron van het indigo: xuiquilitl en tlacevili. Na de verovering door de Spanjaarden namen die het aansprekende pigment eerst over maar in de loop van de zestiende eeuw ging kennelijk de kennis van de bereiding verloren. Schilderingen uit Teotihuacán behoren tot de oudste in Mayablauw die bekend zijn.
Het pigment bestaat uit indigo en palygorskiet, een kleisoort en bleekaarde. Het werd gemaakt door een mengsel van indigo en het palygorskiet twee dagen lang onder een temperatuur van 150 °C te verhitten. Er vormt zich dan een superrooster van palygorskiet en nanodeeltjes van ijzer met een diameter van 1-10 nm, die zich zowel buiten het rooster bevinden als in kanalen in de klei waarmee ze zich verbinden. Het ijzer komt voor in de vorm van Fe2O3 en FeO(OH)-goethiet of tussenliggende hydratatiefasen.
Het viel westerse archeologen uit de negentiende eeuw al op dat de heldere cyaan-blauwe kleur in het geheel niet verbleekt was. Indertijd waren in het Westen geen helderblauwe pigmenten bekend met die eigenschap. Modern onderzoek toonde aan dat het pigment extreem lichtecht is en bestand tegen zuren en logen. De structuur van Mayablauw werd voornamelijk aan het licht gebracht door de Mexicaanse chemicus Constantino Reyes-Valerio die in 1993 ook een bereidingswijze publiceerde. De voorsprong die de Maya's hadden in het bereiden van synthetische combinaties van klei en kleurstof, inspireerde in 2017 tot de vervaardiging van een violette variant: Mayaviolet.

## Bron
- NRC Handelsblad (26 2 2008) en Antiquity online
- Dean E. Arnold et all in Antiquity online Febr. 2008
- Gettens, Rutherford. 1962. "Maya blue: an unsolved problem in ancient pigments". American Antiquity 27(4): 557–564
- C. Reyes-Valerio. 1993. De Bonampak al Templo Mayor, La historia del Azul Maya en Mesoamerica, Siglo XXI Editores

## Voetnoten
1. ↑  Dean E. Arnold. 2005. "Maya Blue and Palygorskite: A second possible pre-Columbian source". Ancient Mesoamerica. 16: 51–62